# Skala (Słowacki Raj)
Skala (1035 m) – szczyt w południowej części Słowackiego Raju. Wznosi się w miejscowości Stratená, w widłach rzeki Hnilec i jej dopływu, potoku Gápeľ. Opływają go z trzech stron. Północno-wschodnie stoki Skali opadają do zbiornika wodnego Palcmanská Maša. 
Skala zbudowana jest ze skał wapiennych. W niektórych miejscach jej podnóża podcięte są pionowymi ścianami. Jest porośnięta lasem, ale na jej rozległym i płaskim wierzchołku (a właściwie wierzchowinie) są duże polany. Zachodnimi podnóżami, wzdłuż potoku Gápeľ biegnie droga krajowa nr 67, a północnymi linia kolejowa, która północny cypel Skali pokonuje tunelem.
Jego południowe i zachodnie stoki opadają do zbiornika wodnego Palcmanská Maša i potoku o nazwie Krčmársky potok, północne i wschodnie  przechodzą w płaskowyż Geravy. U południowych podnóży nad zbiornikiem Palcmanská Maša znajduje się turystyczna miejscowość Dedinky.
Skala znajduje się na obszarze Parku Narodowego Slowacki Raj, ponadto znaczna część jej stoków podlega dodatkowej ochronie jako rezerwat Stratena.